# Viktorias land

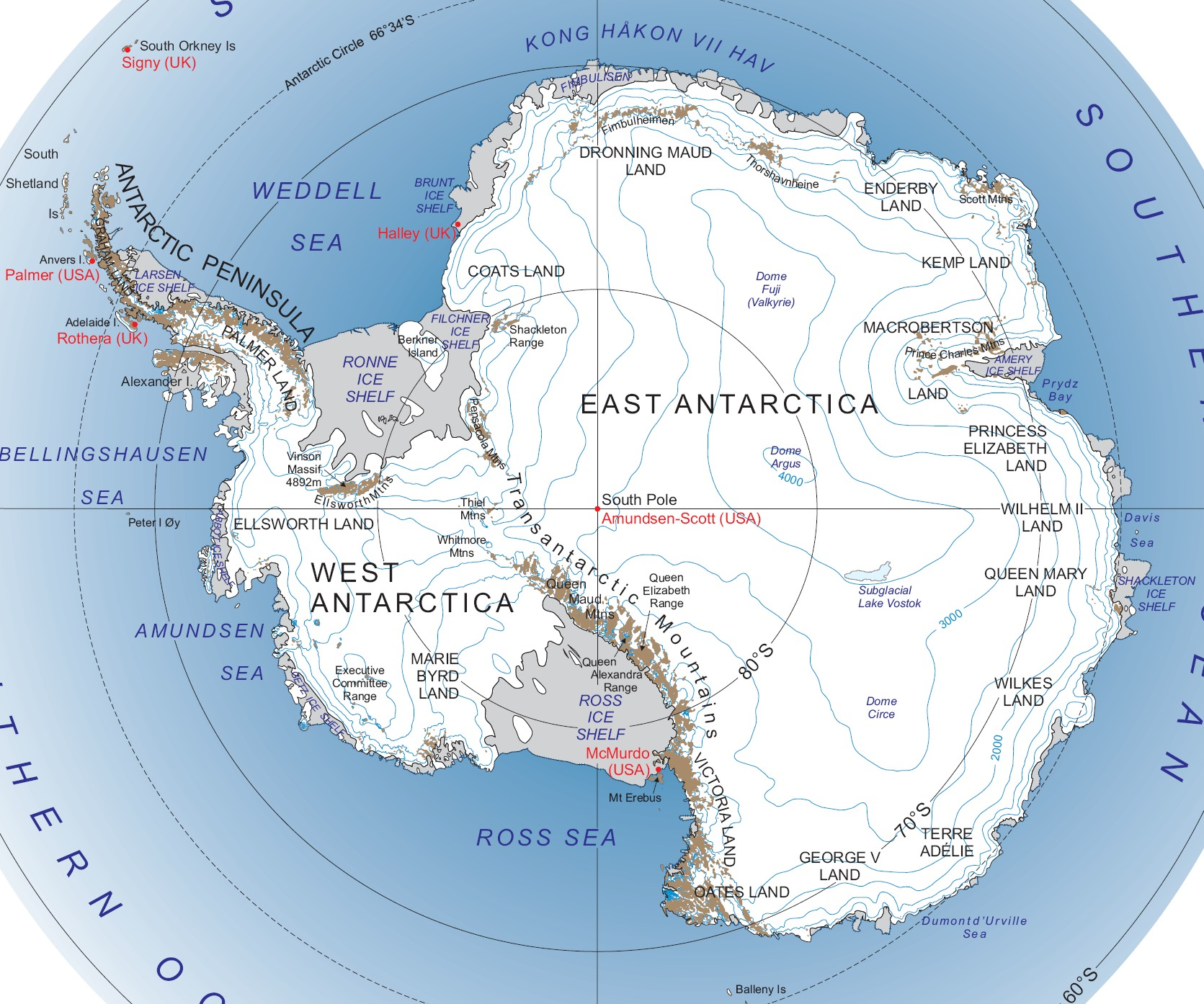
Lägeskarta, Viktorias land i kartans nedre del.

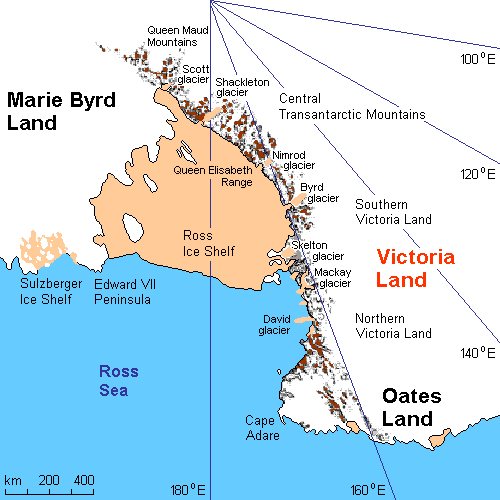
Områdeskarta.

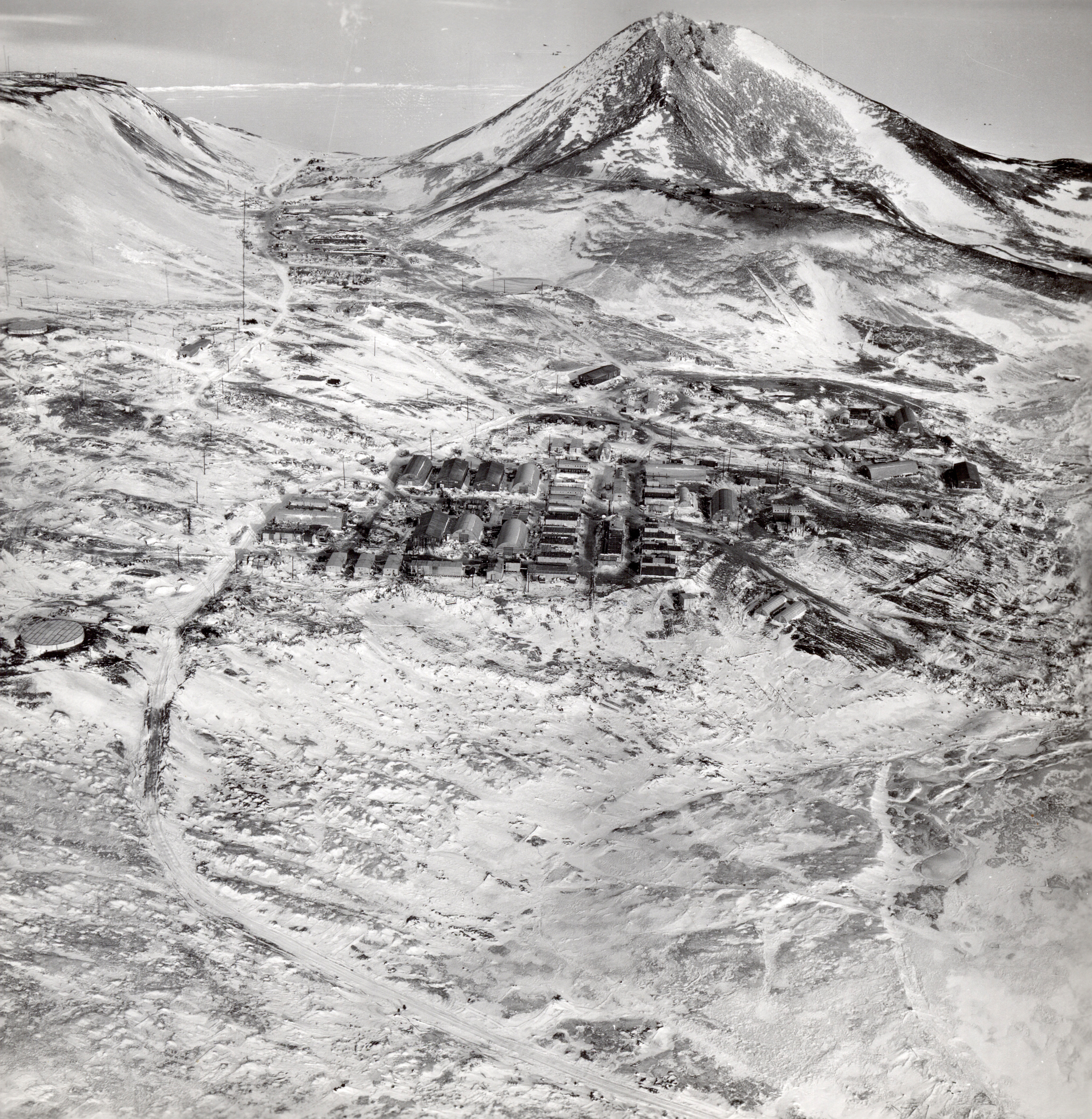
Viktorias land kring McMurdo Station.

Viktorias land (engelska: Victoria Land och Victoria Coast) är ett landområde i östra Antarktis. Här ligger de antarktiska oaserna McMurdos torrdalar och Kap Hallet och i områdets norra del ligger Kap Adare som är platsen för den första dokumenterade landstigningen på Antarktis.

## Geografi
Viktorias land ligger i Östantarktis mellan Edvard VII:s land och Oates land. Området ligger direkt vid Rosshavet och Ross shelfis och sträcker sig mellan cirka 163° 00' Ö till 172° 00' Ö och 70° 30' S till 78° 00' S.
Området är småkuperat med den norra delen av Transantarktiska bergen, den högsta höjden är Mount Abbott med 1 020 m ö.h. Områdets östligaste plats är Kap McCormick på Adarehalvön.
I Wright Valley bland McMurdos torra dalar ligger Onyxfloden, kontinentens enda större flod. Det finns flera forskningsstationer i området, däribland amerikanska McMurdo Station och nyzeeländska Scott Base på Ross Island.
Viktorias land delas i en norra del och en södra del och omfattar:
- Borchgrevink Coast (kring 73° 00' S), mellan Kap Adare och Kap Washington
- Scott Coast (kring 76° 00' S), mellan Kap Washington och Minna Bluff
- Shackleton Coast (kring 78° 00' S), mellan Kap Selborne och Beardmoreglaciären

Områdets ligger inom Ross Dependency (Nya Zeelands Landanspråk på Antarktis).

## Historia
Viktorias land upptäcktes den 11 januari 1841 av brittiske James Clark Ross under dennes expedition med fartygen HMS Erebus och HMS Terror, området namngavs då efter drottning Viktoria av Storbritannien.
Den 24 januari 1895 landsteg en norsk valfångstexpedition från fartyget "Antarctic" vid Kap Adare, i landstigningsgruppen ingick bland andra Carsten Borchgrevink, Henrik Johan Bull, Alexander von Tunzelmann och kapten Leonard Kristensen. Detta blev den första dokumenterade landstigningen på Fastlandsantarktis (möjligen kan den brittisk-amerikanske sälfångaren John Davis ha landstigit redan den 7 februari 1821, dessa uppgifter finns dock ej bekräftade).
Området utforskades av Southern Cross-expeditionen under ledning av Borchgrevink åren 1898–1900 och av Discovery-expeditionen under ledning av Robert Falcon Scott åren 1901–1904
Åren 1908–1909 utforskades området ytterligare av Nimrodexpeditionen under ledning av Ernest Shackleton. Under denna expedition nåddes den Magnetiska sydpolen (då vid 72° 15′ S och 155° 16′ Ö) den 16 januari 1909 för första gången av en grupp bestående av Edgeworth David, Douglas Mawson och Alistair Mackay.
Viktorias land var också utgångspunkten för Scotts tragiska expedition till Sydpolen under Terra Nova-expeditionen åren 1910–1912.
1947 fastställdes det nuvarande namnet av amerikanska "Advisory Committee on Antarctic Names" (US-ACAN, en enhet inom United States Geological Survey).
Den 16 februari 1956 öppnades forskningsstationen McMurdo Station, den största permanenta forskningsstation i Antarktis.
Den 20 januari 1957 öppnades forskningsstationen Scott Base som Nya Zeelands första permanenta forskningsstation i Antarktis.